# HD 100655
HD 100655は、しし座にある恒星の1つ。視等級は6.45のため肉眼で見つけるのは困難である。太陽系外惑星が発見されている。

## 概要
太陽系から約449光年の距離にある、G9のスペクトルを持つ巨星で、太陽に比べて質量で約2.4倍、半径で約9.3倍とはるかに大きい。

## 惑星系
2011年に、岡山天体物理観測所 (OAO) と韓国の普賢山天文台 (BOAO) の観測データから、HD 100655を公転する系外惑星が発見された。この惑星は木星の約1.7倍の質量を持ち、軌道長半径約0.76auの軌道を公転している。
| 名称 （恒星に近い順） | 質量            | 軌道長半径 （天文単位） | 公転周期 (日) | 軌道離心率    | 軌道傾斜角 | 半径 |
| --------------------- | --------------- | ----------------------- | ------------- | ------------- | ---------- | ---- |
| b                     | 1.7+0.1 −0.2 MJ | 0.76+0.02 −0.04         | 157.57 ± 0.65 | 0.085 ± 0.054 | —          | —    |

## 名称
2019年、世界中の全ての国または地域に1つの系外惑星系を命名する機会を提供する「IAU100 Name ExoWorldsプロジェクト」において、HD 100655は中華台北（台湾）に割り当てられる惑星系となった。このプロジェクトは、「国際天文学連合100周年事業」の一環として計画されたイベントの1つで、台湾での選考、国際天文学連合 (IAU) への提案を経て太陽系外惑星とその主星に固有名が承認されるものであった。2019年12月17日、IAUから最終結果が公表され、HD 100655はFormosa、HD 100655 bはSazumと命名された。これらは台湾の歴史的名称と先住民の言語による地名に由来しており、Formosaはラテン語で「美しいこと」を意味し、17世紀頃に台湾の名称として使われた歴史的な言葉に、Sazumは日月潭があることで知られる台湾中部の南投県魚池郷の旧称で、この地域に何百年も住んでいる台湾原住民の部族であるサオ族（邵族）の言語で「水」を意味する言葉に、それぞれちなんで名付けられた。